# Teo Jung
Pour les articles homonymes, voir Jung.
Theodor Karl August Heinrich Jung (21 décembre 1892 — 12 mai 1986), plus connu sous le nom de Teo Jung, est un espérantiste allemand puis néerlandais à partir de 1936, journaliste, imprimeur et éditeur.

## Biographie
Teo Jung nait le 21 décembre 1892 à Meckenheim,.
La famille Jung déménage plusieurs fois entre 1904 et 1911, ainsi il étudie de 1898 à 1903 à l'école publique de Meckenheim, puis, de 1904 à 1908, au gymnasium de Rheinbach.
En 1908, alors âgé de 15 ans, il doit arrêter ses études au gymnasium, souffrant de la pauvreté,,. Il va aider son père, Heinrich Jung, imprimeur à Cologne.
Il commence l'apprentissage de l’espéranto en octobre 1909,.
En 1912, il travaille comme compositeur-typographe et imprimeur dans diverses imprimeries de Bavière. En 1914, il est embauché par une imprimerie de Westphalie. Au début de la Première Guerre mondiale, il est jugé inapte. Toutefois, il est recruté pour servir en Allemagne et en France en 1916, puis autorisé à servir dans une imprimerie en 1917.
En janvier 1920, Teo Jung et son frère Heinrich Jung reprennent l'imprimerie familiale à Horrem (de)[Où ?] sous le nom T. & H. Jung, d'où ils impriment et éditent des textes en allemand et en espéranto. Grâce à l'inflation en Allemagne, les frères Jung modernisent et agrandisse l'imprimerie et font construire quelques bâtiments contenant des bureaux et des chambres à louer.
En 1936, du fait des persécutions nazies et de l'intervention de la Gestapo à l'encontre de l'espéranto, Teo Jung liquide son entreprise et déménage avec sa famille à La Haye, aux Pays-Bas.
Il meurt le 12 mai 1986 à La Haye.